# Mozart-Radweg
Der Mozart-Radweg ist ein in seiner maximalen Variante rund 450 km langer Radwanderweg durch den nördlichen Teil des österreichischen Bundeslandes Salzburg und durch Teile Oberbayerns. Die als Rundweg konzipierte Route mit einigen Varianten im Streckenverlauf und dem angenommenen Ausgangspunkt in der Stadt Salzburg verbindet eine Reihe historisch belegter Wirkungsstätten des Komponisten Wolfgang Amadeus Mozart.

## Verlauf

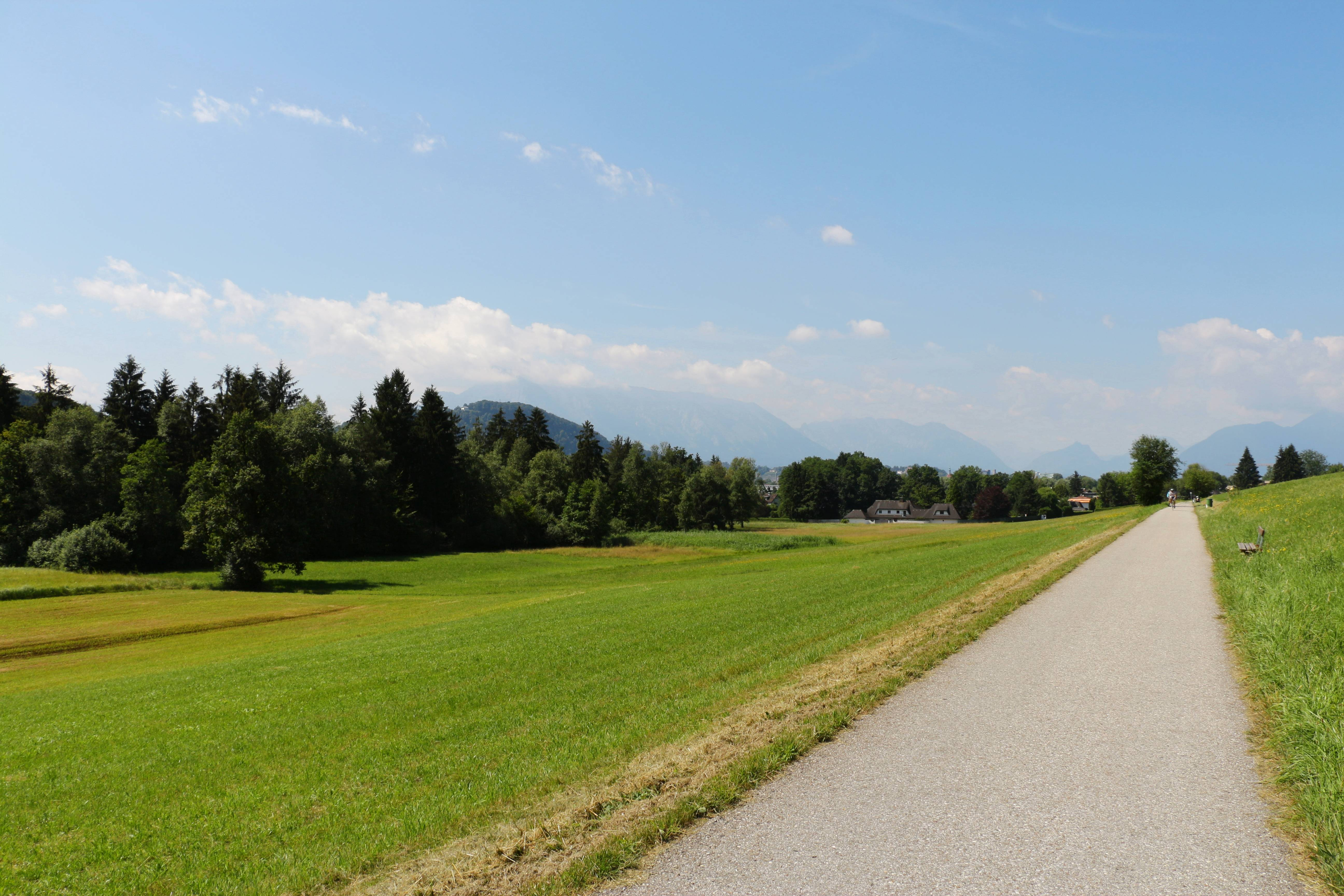
Der Mozartradweg kurz vor Salzburg aus Eugendorf kommend

Ausgehend von Salzburg führt die Rundstrecke im Uhrzeigersinn betrachtet zuerst über das Berchtesgadener Land und den Chiemgau in Richtung Westen zum Walchsee in Nordtirol. Die eine Variante führt dabei über Freilassing, Teisendorf, Inzell, Ruhpolding und Reit im Winkl, die andere über Berchtesgaden, Bad Reichenhall, Lofer und Kirchdorf in Tirol. 

Danach verläuft der Mozartradweg den Inn entlang nach Norden bis Wasserburg am Inn. Die Streckenführung entspricht dabei der des Inn-Radwegs. Ab Wasserburg führt der Weg in südöstliche Richtung zurück an den Chiemsee sowie in der Folge östlich über den Waginger See nach Laufen. 

Hier besteht zum einen die Möglichkeit, den kurzen Weg über Freilassing zurück zum Ausgangspunkt in Salzburg zu nehmen; zum anderen kann ab Laufen die Strecke durch den Salzburger Flachgau befahren werden. Diese führt über Oberndorf bei Salzburg und dem Obertrumer See nach Neumarkt am Wallersee, wo man sich wieder für zwei Varianten entscheiden kann. Die kürzere davon verläuft über Eugendorf zurück nach Salzburg, der längere Weg führt in den angrenzenden oberösterreichischen Teil des Salzkammerguts, wobei man über den Irrsee und den Mondsee nach Sankt Gilgen am Wolfgangsee gelangt. Von dort führt der Weg über Thalgau und Eugendorf zurück nach Salzburg.
Der Verlauf des Radweges ist in OpenStreetMap einsehbar.

## Höhenprofil und Beschaffenheit
Der Mozart-Radweg führt mehrheitlich durch welliges Gelände im Alpenvorland sowie teils durch einige Alpentäler. Auf der Gesamtstrecke werden in Summe aber nur rund 2000 Höhenmeter bewältigt, weshalb die Strecke auch als familientauglich beworben wird. Insgesamt verläuft der Mozart-Radweg zu etwa 90 % auf ausgewiesenen Radwegen und auf verkehrsarmen Nebenstraßen. Der größte Teil der Strecke ist asphaltiert.